# Platyceps karelini
Platyceps karelini là một loài rắn trong họ Rắn nước. Loài này được Brandt mô tả khoa học đầu tiên năm 1838.